# Bougival
Bougival là một xã của Pháp, nằm ở tỉnh Yvelines trong vùng Île-de-France.
Người dân ở đây trong tiếng Pháp gọi là Bougivalais.

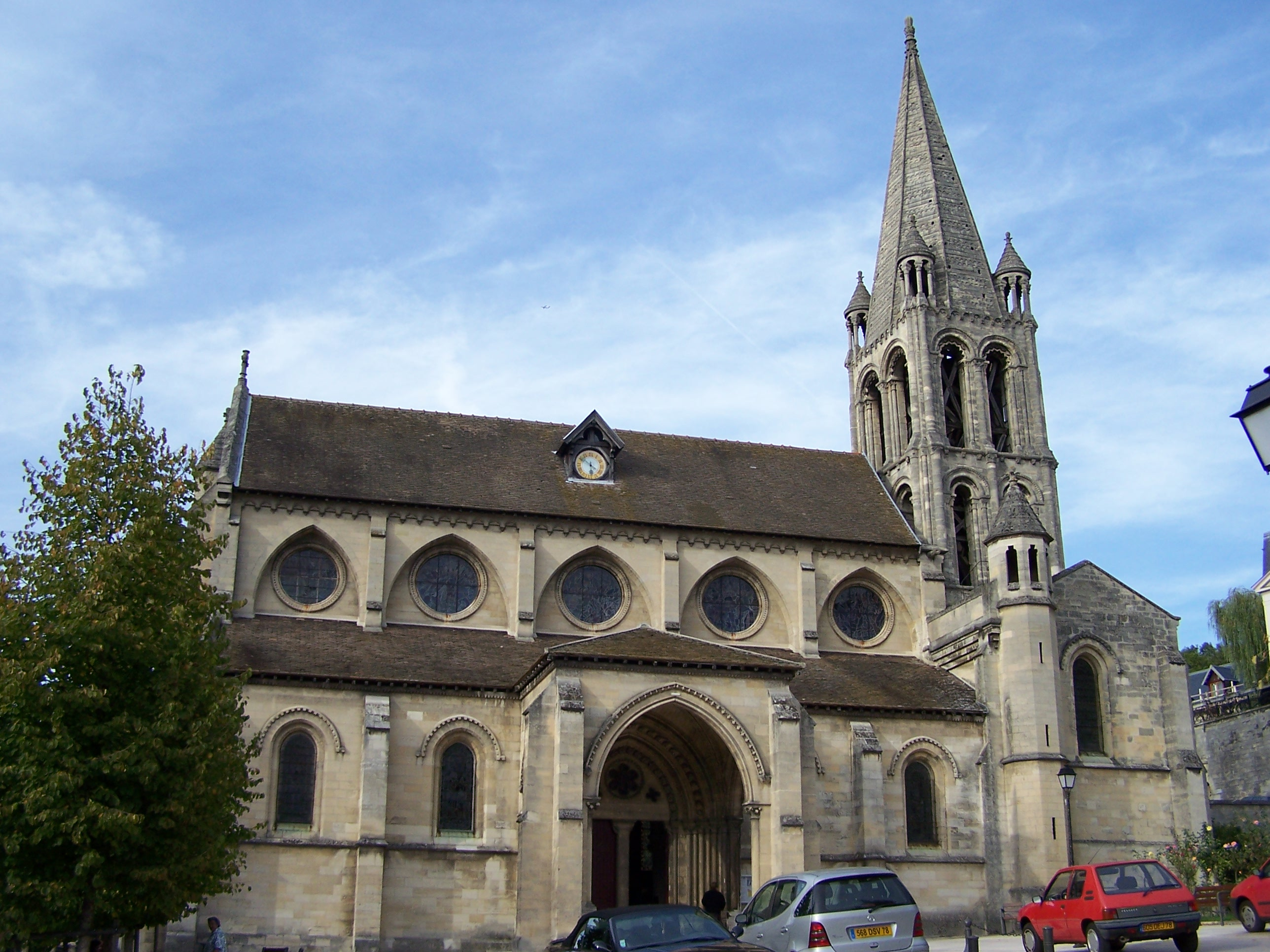
Nhà thờ Notre-Dame

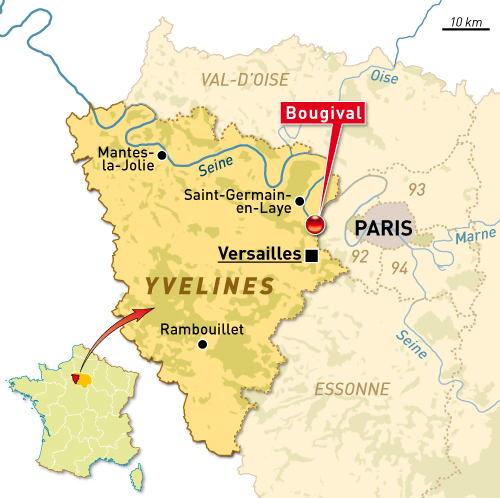
Situation de Bougival dans les Yvelines

Các xã giáp ranh gồm: Rueil-Malmaison về phía đông, La Celle-Saint-Cloud về phía nam, Louveciennes về phía tây và Croissy-sur-Seine về phía bắc.

## Hành chính
| Danh sách các thị trưởng               |           |              |      |         |
| Giai đoạn                              | Giai đoạn | Tên          | Đảng | Tư cách |
| mars 2001                              | 2008      | Aline Pascal |      |         |
| mars 2008                              | 2014      | Aline Pascal |      |         |
| Tất cả các dữ liệu trước đây không rõ. |           |              |      |         |

## Thông tin nhân khẩu
| 1793 | 1800 | 1806 | 1821 | 1831  | 1836  | 1841  | 1846  | 1851  |
| ---- | ---- | ---- | ---- | ----- | ----- | ----- | ----- | ----- |
| 937  | 839  | 940  | 951  | 1 057 | 1 019 | 1 106 | 1 262 | 1 369 |

| 1856  | 1861  | 1866  | 1872  | 1876  | 1881  | 1886  | 1891  | 1896  |
| ----- | ----- | ----- | ----- | ----- | ----- | ----- | ----- | ----- |
| 1 806 | 2 104 | 2 316 | 2 086 | 2 309 | 2 896 | 2 948 | 2 823 | 2 730 |

| 1901  | 1906  | 1911  | 1921  | 1926  | 1931  | 1936  | 1946  | 1954  |
| ----- | ----- | ----- | ----- | ----- | ----- | ----- | ----- | ----- |
| 2 584 | 2 810 | 2 671 | 2 875 | 3 346 | 3 539 | 3 335 | 3 380 | 4 260 |

| 1962                                         | 1968  | 1975  | 1982  | 1990  | 1999  | - | - | - |
| -------------------------------------------- | ----- | ----- | ----- | ----- | ----- | - | - | - |
| 7 296                                        | 8 444 | 8 599 | 8 473 | 8 552 | 8 432 | - | - | - |
| Số liệu kể từ 1962 : dân số không tính trùng |       |       |       |       |       |   |   |   |